# Дернбах (Вестервалд)
Дернбах (њем. Dernbach) општина је у њемачкој савезној држави Рајна-Палатинат. Једно је од 192 општинска средишта округа Вестервалд. Према процјени из 2010. у општини је живјело 2.373 становника. Посједује регионалну шифру (AGS) 7143010.

## Географски и демографски подаци
Дернбах се налази у савезној држави Рајна-Палатинат у округу Вестервалд. Општина се налази на надморској висини од 260 метара. Површина општине износи 8,7 km². У самом мјесту је, према процјени из 2010. године, живјело 2.373 становника. Просјечна густина становништва износи 272 становника/km².